# 法爾·范倫鐵諾
法爾·范倫鐵諾（英語：Val Valentino，1956年6月14日—），本名李奧納德·蒙塔諾（Leonard Montano），生於美國加州洛杉磯，為職業魔術師。他在1996年到1998年期間為福克斯廣播公司拍攝了一系列的《魔術掲密》節目（英文原名為：Breaking the Magicians' Code: Magic's Biggest Secrets Finally Revealed），因為他在節目中戴上面具，聲稱是為了要「保密身份」，在他的身份尚未曝光之前，魔術界人士都以“蒙面魔術師”稱呼之。在节目第4集时，法爾·范倫鐵諾自行揭开面具及公开身份，之后辞去工作。直至2008年FOX继续拍摄了新的“Magic's Biggest Secrets Finally Revealed”第一季共13集（截至2009年3月17日），片尾标上“制作人：法爾·范倫鐵諾”。
有充分的理由相信他對魔術的職業道德有一定程度的認知和了解，而且製作《魔術掲密》這種破解魔術的節目並非出自他的本意，而是由當時福斯電視的副總 Michael Darnell 以及其製作人的主意。